# ミシシッピ (原子力ミサイル巡洋艦)
ミシシッピ (USS Mississippi, CGN-40) は、アメリカ海軍のミサイル巡洋艦。バージニア級原子力ミサイル巡洋艦の3番艦。艦名はミシシッピ州に因み、その名を持つ艦としては4隻目。

## 艦歴
ミシシッピはバージニア州ニューポート・ニューズのニューポート・ニューズ造船所で1975年2月22日に起工し、1976年7月31日に進水、1978年8月5日に就役した。
ミシシッピは1997年7月28日に退役、除籍され、2004年10月1日に原子力艦再利用プログラム　(Ship-Submarine Recycling Program, SRP)　によって解体処理が始められ、2007年11月30日完了した。